# Orgue Lépine-Cavaillé-Coll de la collégiale Saint-Jean de Pézenas
L'orgue Lépine-Cavaillé-Coll de la Collégiale Saint-Jean de Pézenas fait partie des « Sept merveilles organistiques de l'Hérault » avec les instruments:
- l’orgue Jean-François L’Epine-Joseph Merklin de la cathédrale Saint-Pierre de Montpellier,
- l'orgue Jean-Pierre Cavaillé de l'abbaye de Gellone à Saint-Guilhem-le-Désert,
- l'orgue Dom Bédos-Puget de la basilique Notre-Dame des Tables de Montpellier,
- l’orgue Poncher Puget de la cathédrale Saint-Nazaire de Béziers
- l'orgue Jean-Baptiste Micot de l'ancienne cathédrale Saint-Pons-de-Cimiez à Saint-Pons-de-Thomières.
- l’orgue de la cathédrale Saint-Fulcran de Lodève.

## Historique
C’est fin 1758 ou début 1759 que Jean-François L'Épine termine son chef-d’œuvre de maîtrise en la collégiale St Jean de Pézenas. C’est en effet grâce à cet instrument qu’il devient, à l’âge de 26 ans, maître facteur d’orgues le 10 décembre 1758, selon le rapport d’expertise de Dom Bédos de Celles du 24 mai 1759. Dom Bédos est d’ailleurs à l’origine de l’attribution de cette construction à son protégé. Résidant à cette époque à l’abbaye de Saint-Thibéry, il est averti fin 1754 du désir des piscénois de remplacer l’orgue construit en 1727 par le carcassonnais Jean-Baptiste Lanes dans un buffet de François Arles de Pézenas et ruiné par l’effondrement du clocher et de la voûte en 1733. Il élabore alors un avant-projet avec un devis agréé par  J.F. L'Épine mais qui sera refusé par les consuls de Pézenas car prévoyant la destruction de la belle tribune reposant sur un grand arc en anse de panier récemment édifiée lors de la reconstruction de la collégiale, néanmoins sans tenir compte de l’orgue devant éventuellement y prendre place.
On demande donc un nouveau projet à l’ingénieur et géographe Vidal de Montpellier qui établit un nouveau devis le 1er mai 1755. Ce projet est adressé pour contrôle au facteur d’orgue parisien Jean Renault qui ne se presse guère pour apporter corrections et suppléments. Peut-on voir dans cet épisode parisien l’origine de la ressemblance du buffet piscénois avec celui de l’orgue parisien de l’église Saint-Roch (photo) construit en 1751?
Toujours est-il que, les plans étant définitivement arrêtés, le marché est passé avec J.F. L'Épine le 5 janvier 1757.
Le buffet est terminé le 8 mars 1758, la balustrade en fer forgé 3 mois après. À la fin de l’année le montage et l’harmonisation sont terminés. Après s’être définitivement installé comme maître organier à Pézenas où il restera jusqu’à sa mort, J.F. L'Épine se marie le 12 juin 1759 avec Gabrielle Panier au son de son chef-d’œuvre.
Entretenu par son créateur jusqu’à son arrêt d’activité en 1780 pour reprendre le commerce de draps de son beau-père, puis par Jean-Pierre Cavaillé  jusqu’à la Révolution, il est réparé par Martin-Dominique Cavaillé à la grande satisfaction de Jean-François L'Épine lui-même.
En 1843 il subit une rénovation importante par le facteur lyonnais Augustin Zeiger. L'orgue comprend désormais 3 claviers et un Pédalier en tirasse, sans jeu indépendant. Mais aucun entretien de l'orgue ne lui est confié. Des désordres étant survenus rapidement, une inspection de l'instrument est faite en 1848 par Aristide Cavaillé-Coll travaillant alors avec son père. Après un premier devis en 1851 (contenant un très utile descriptif de l'instrument), complété en 1852, le marché des travaux est passé avec Aristide, facteur d'orgues à Paris, établi alors à son compte, le 17 juin 1852. Au mois de septembre suivant, Félix Kieffer, un de ses maîtres ouvriers, chargé du chantier de ce qui est devenu une véritable reconstruction, arrive à Pézenas. Il sera secondé par Georges Holz, Martin-Dominique Cavaillé, facteur à Nîmes, et son fils Léon. Le démontage peut commencer. La montre de J.F. L'Épine est conservée et c’est l’ouvrier soudeur Guillaume Courtès qui la consolide. Le mécanisme est entièrement refait. L’inauguration a lieu le 18 juillet 1853. Mais des difficultés financières de la fabrique font craindre le pire, voire la saisie de certains éléments de l’orgue et c’est le décès d’Antoine Coste, curé de la collégiale, ayant testé en faveur de la fabrique, qui permet le remboursement des prêteurs. L’orgue sera ensuite entretenu par Aristide Cavaillé-Coll puis par son frère Vincent qui relève l’instrument en avril 1867.
En 1892 Baptiste Puget est alors chargé de l'accord de l’orgue qui reste à peu près en l’état jusqu’à la restauration néo-classique, commencée en 1958 par Maurice Puget, interrompue par son décès, poursuivie par Eugène Rochesson en 1963 et terminée par la S.A. Gonzalez en 1969. 
La redécouverte en 1986 du devis originel d’Aristide Cavaillé-Coll et l'étude des archives paroissiales permettent, de 1990 à 1995, une véritable restauration de l’orgue, dans son état de 1853,  par Daniel Birouste de Plaisance (Gers) sous le contrôle de Jean-Pierre Decavèle, technicien conseil auprès du ministère de la Culture.

## Descriptif
De Jean-François L’Épine ne subsistent que le double buffet de style Louis XV, quinze jeux mais complètement transformés, réharmonisés par Aristide Cavaillé-Coll, et  les tuyaux de façade (Montre en 12 pieds pour le grand corps). Ce buffet, en chêne, est l’œuvre du marseillais Louis Courdeau, dit « Provençal » d’après les plans, dessin et élévation de l’ingénieur montpelliérain Vidal. Louis Courdeau avait déjà travaillé avec Jean-François L'Épine notamment à Lodève et il a signé là son chef-d’œuvre, classé au titre objet par les Monuments Historiques le 16 décembre 1907. Sa ressemblance avec celui de l’église Saint-Roch à Paris est indéniable avec son architecture cintrée mais traitée ici avec plus de souplesse et mieux proportionnée. La grande différence et singularité est la tourelle centrale trilobée, en trèfle, garnie de 9 tuyaux. Les sculptures, dans le style rocaille, sont du toulousain François Mortreuil cadet sur les indications de J.F. L'Épine. C’est l’entreprise Jean Férignac de Hautefort en Dordogne, et en particulier Louis Sezer, qui a restauré le buffet et sa magnifique polychromie bleue soulignée à la feuille d’or. La grille d’appui de la tribune a été peinte et redorée par Alain Alter de Montferrier-sur-Lez (Hérault). 
L’orgue d’Aristide Cavaillé-Coll comprend 38 jeux répartis sur 3 claviers et pédalier (à l’allemande). À l’origine la transmission des notes était strictement mécanique mais le dispositif d’assistance pneumatique type Barker, de très bonne facture, ajouté par un des Puget, a été restauré et maintenu pour le Grand-orgue  par Daniel Birouste. La console de Cavaillé-Coll a été reconstruite avec l’ordonnancement classique : Positif dorsal, grand-orgue et  Récit expressif avec des claviers de 54 notes (do1 à fa5). Toutefois le récit de Cavaillé-Coll qui ne commençait qu’au do2, a été pourvu, mécaniquement, d’une octave grave également expressive, afin de répondre aux exigences de l’interprétation des œuvres de l’école symphonique. Les sommiers, en chêne à gravures et registres coulissants avec double laye, d’A.Cavaillé-Coll ont été scrupuleusement restaurés par Daniel Birouste. Le tirage des jeux est mécanique avec appels d’anches à tous les claviers (division en basses et dessus pour le G.O.), tirasse du G.O., et 3 accouplements. La soufflerie, dans une salle adjacente, comprend un ventilateur électrique et deux grands réservoirs à plis parallèles. L'orgue est pourvu de deux réservoirs anti-secousses placés dans le soubassement de l’orgue. L’existence d’une pression unique (établie à 85 mm d’eau) a été prouvée lors des travaux de démontage. Les 2 Bombardes (avec premières notes acoustiques) et les jeux gambés ont dû être entièrement reconstitués et les jeux octaviants rétablis dans leurs longueurs primitives. Cette partie instrumentale est classée au titre objet par les Monuments Historiques depuis le 24 août 1954.
Après cette restauration fondamentale, on a retrouvé un témoin irremplaçable, exemplaire de la période pré-symphonique d'Aristide Cavaillé-Coll, qui voit cohabiter le plein-jeu classique avec les premières avancées conduisant au style symphonique de la maturité: 
- enrichissement de la palette des jeux de fond grâce aux tailles étroites (gambe, salicional) et à la nouvelle famille des jeux octaviants,
- introduction des jeux d'anche en 16' tant aux claviers qu'au pédalier,
- un récit expressif de plus en plus important regroupant les jeux solistes et la systématisation des jeux octaviants en 8,4,2 pieds.

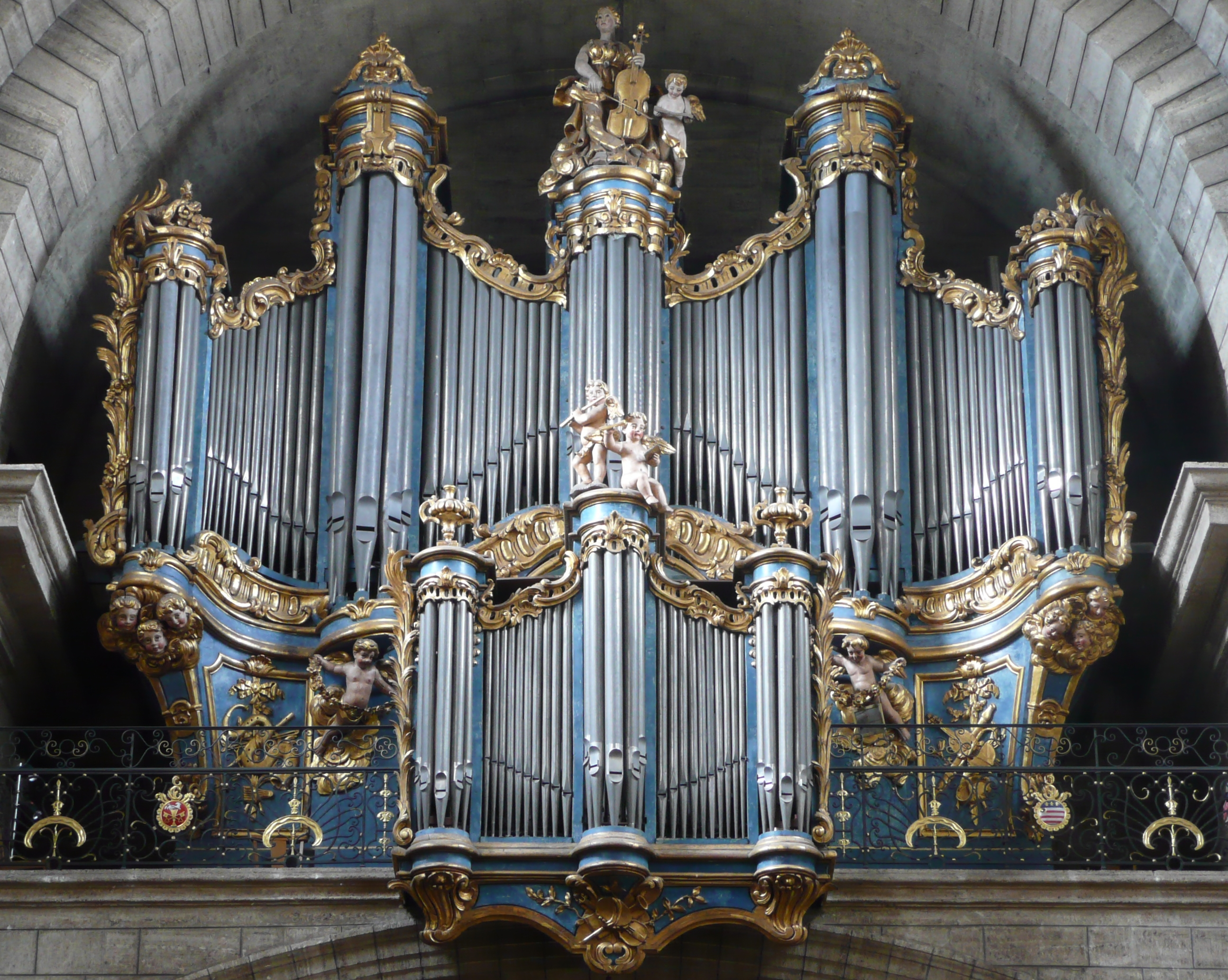
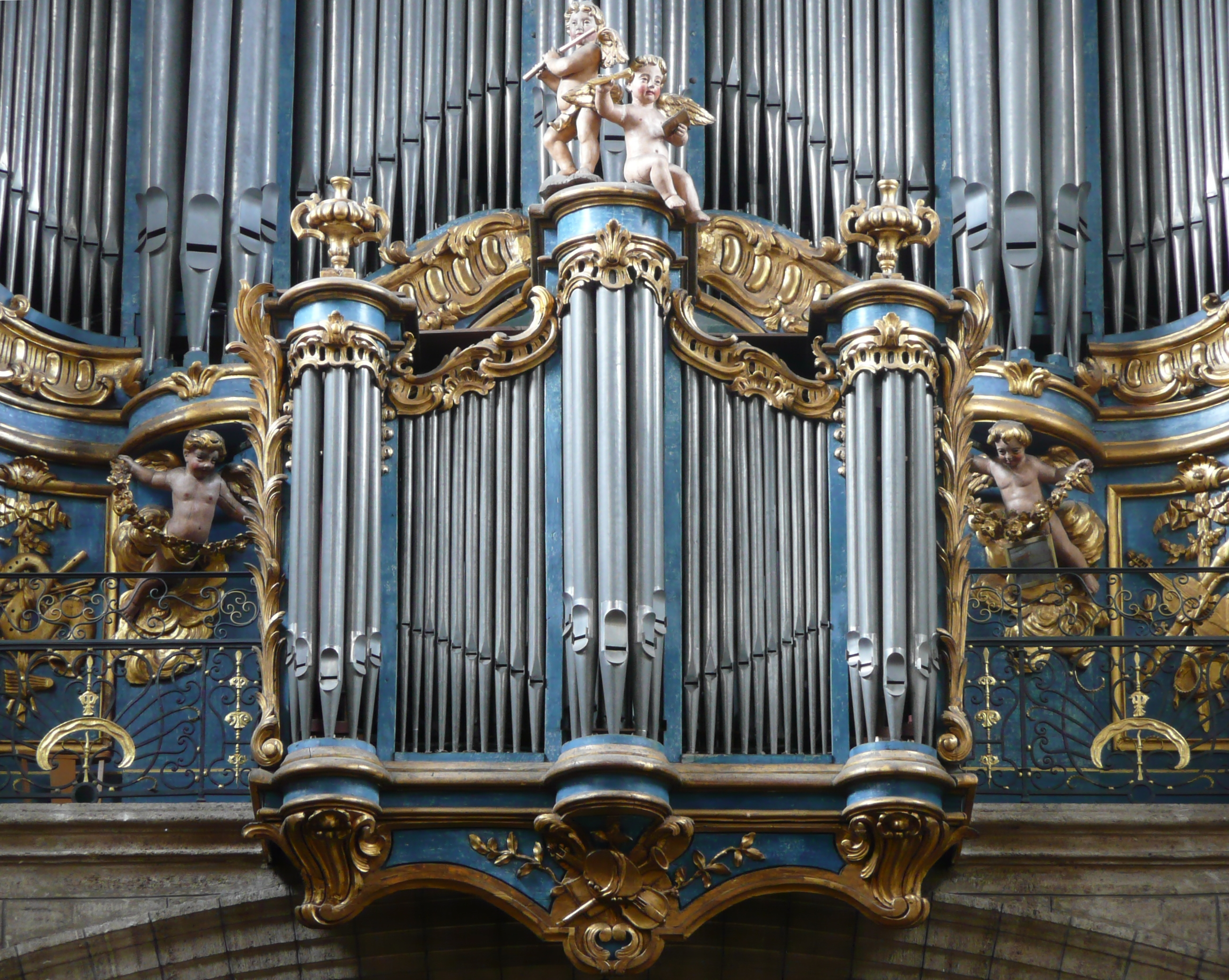
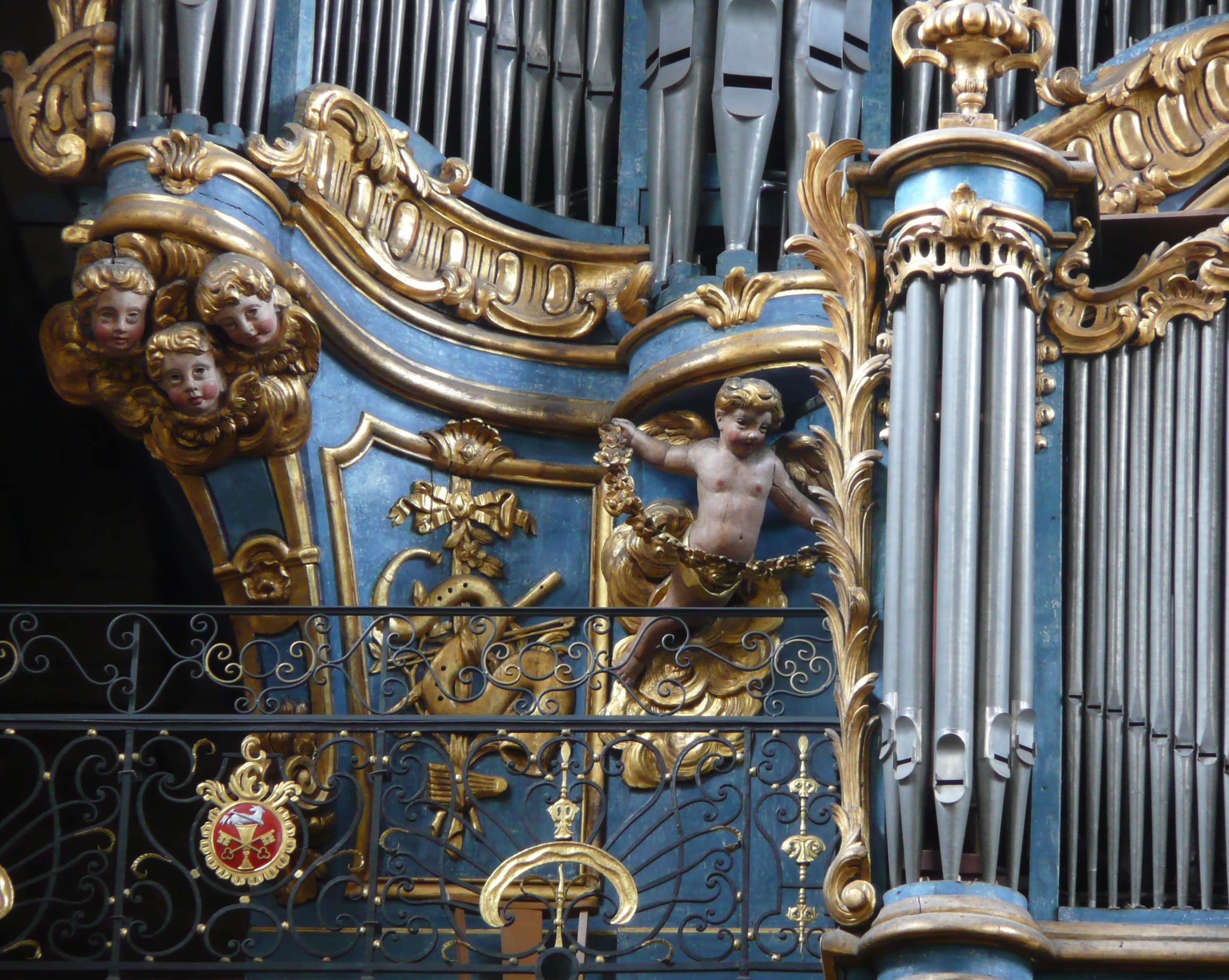
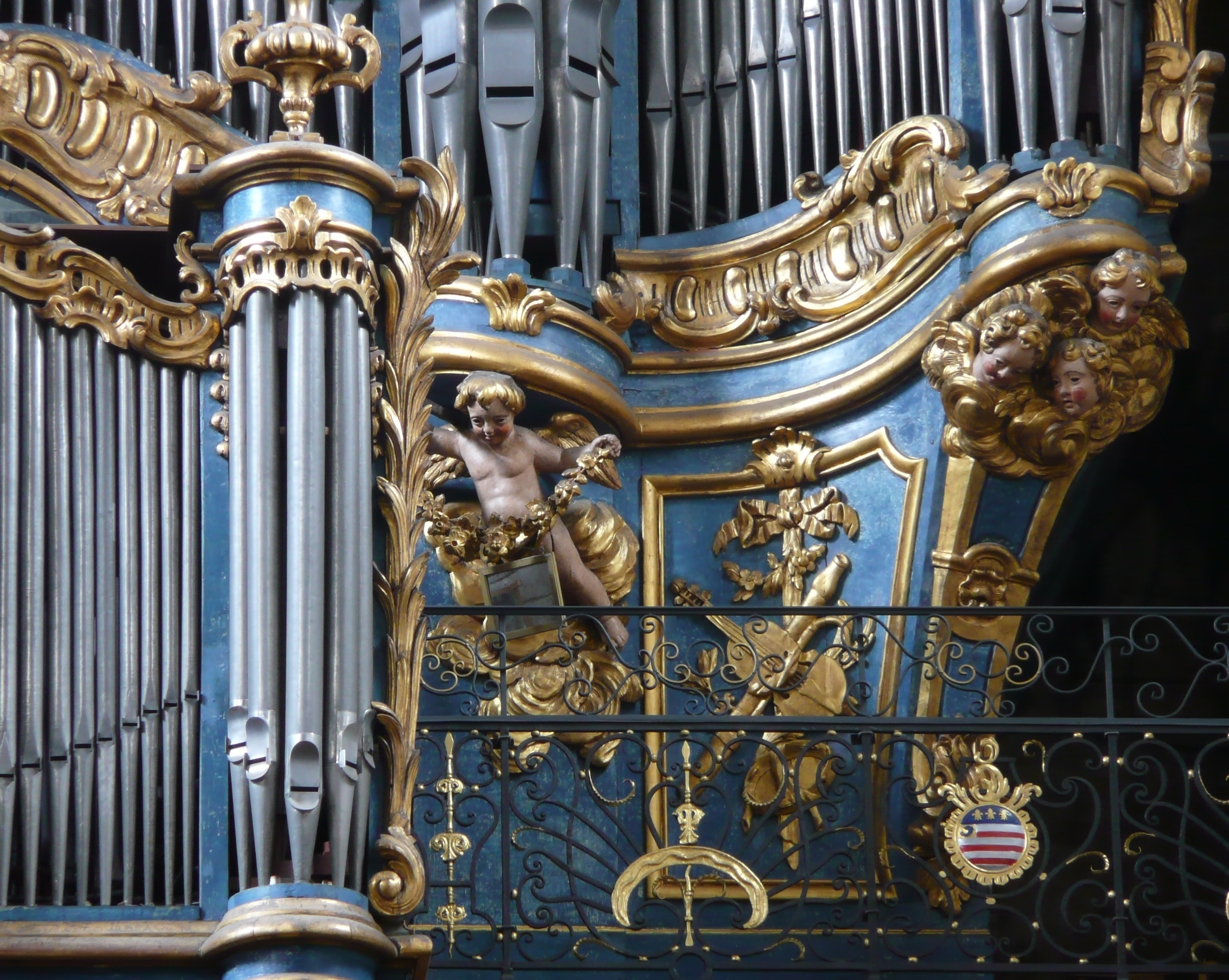
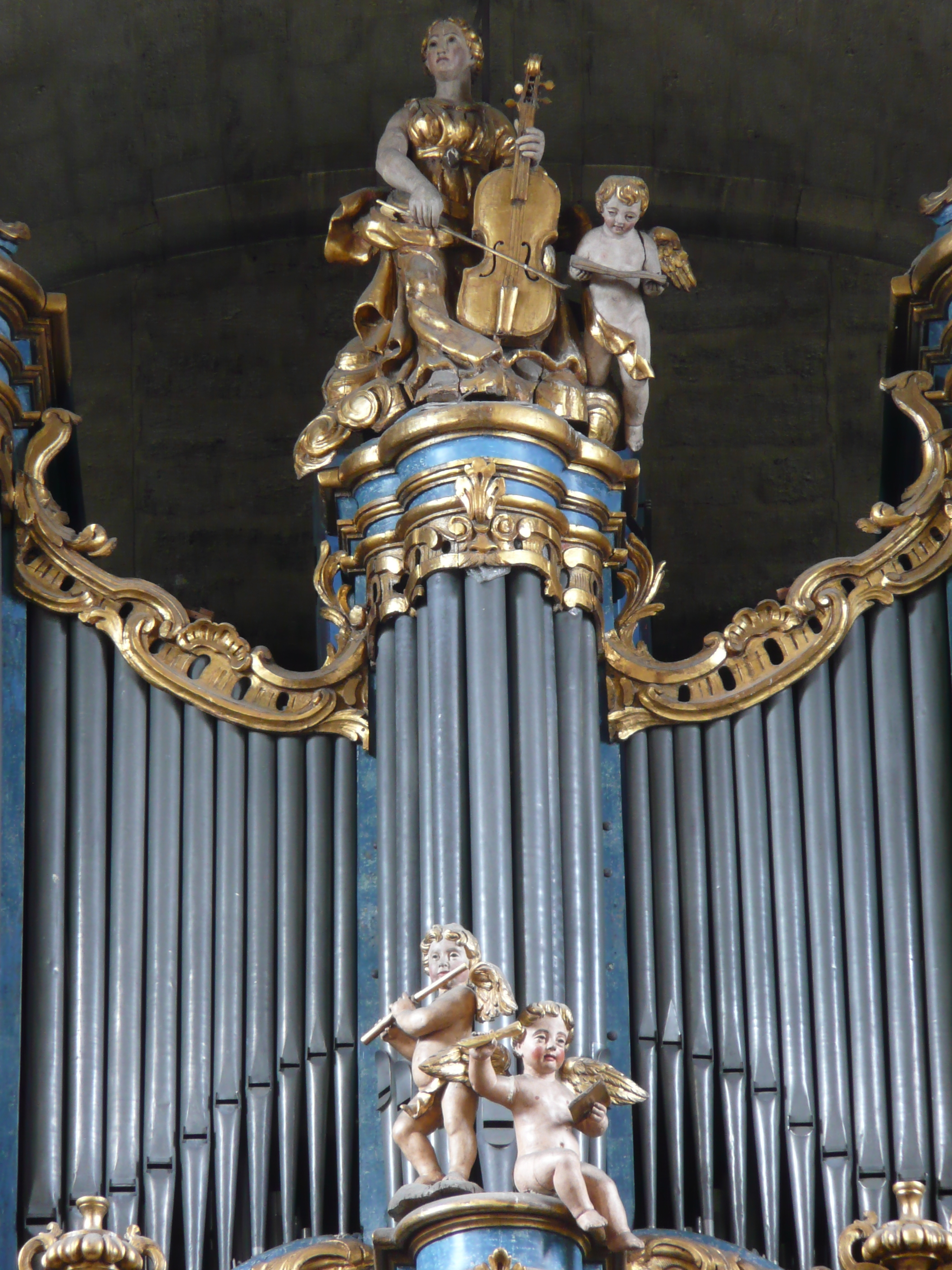
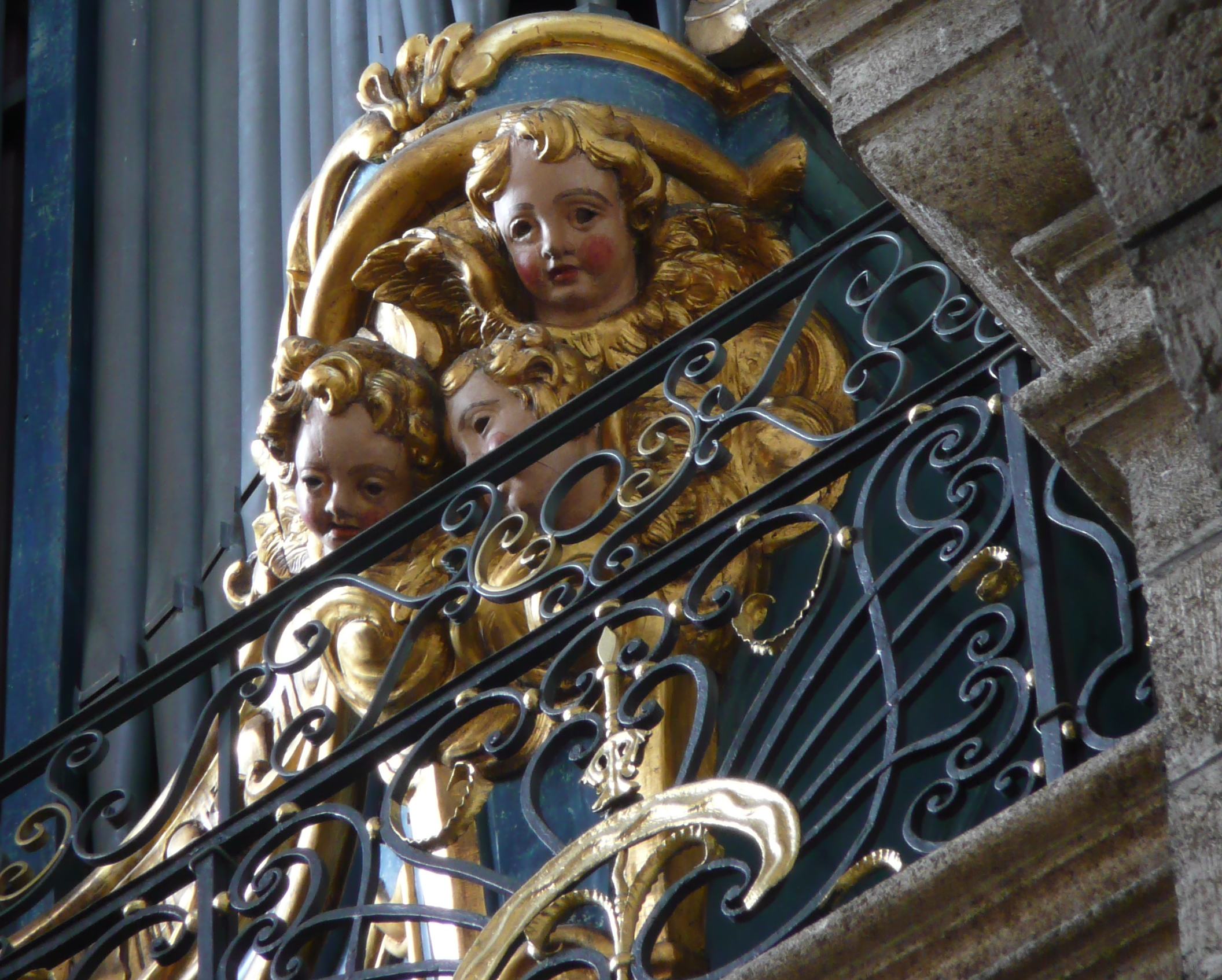

## Composition de 1759
| I Positif dorsal               | II Grand-orgue                 | III Récit             | IV Echo                  | Pédale                              |
| ------------------------------ | ------------------------------ | --------------------- | ------------------------ | ----------------------------------- |
| 50 notes, ut1 à ré5, sans ut#1 | 50 notes, ut1 à ré5, sans ut#1 | 32 notes, sol2 à ré5  | 32 notes, sol2 à ré5     | 34 notes, fa0 à ré3,pour les anches |
| Bourdon 8'                     | Première Montre 8'             | Cornet V              | Cornet VII               | 27 notes, ut1 à ré3,pour les flûtes |
| Prestant 4'                    | Deuxième Montre 8'             | Trompette 8'          | par doublure des 4' & 2' | Flûte 8'                            |
| Doublette 2'                   | Prestant 4'                    | Hautbois 8'           |                          | Flûte 4'                            |
| Fourniture III                 | Doublette 2'                   |                       |                          | Trompette 8'                        |
| Cymbale III                    | Fourniture IV                  |                       |                          | Clairon 4'                          |
| Nasard 2'2/3                   | Cymbale IV                     |                       |                          |                                     |
| Tierce 1'3/5                   | Bourdon 16'                    |                       |                          |                                     |
| Larigot 1'1/3                  | Bourdon 8'                     |                       |                          |                                     |
| Trompette 8'                   | Gros nasard 5'1/3              |                       |                          |                                     |
| Cromorne 8'                    | Grosse Tierce 3'1/5            |                       |                          |                                     |
|                                | Nazard 2'2/3                   |                       |                          |                                     |
|                                | Quarte 2'                      |                       |                          |                                     |
|                                | Tierce1'3/5                    |                       |                          |                                     |
|                                | Grand cornet V (ut3)           | Tremblant fort        | Tremblant doux           |                                     |
|                                | Trompette 8'                   |                       |                          |                                     |
|                                | Clairon 4'                     | Acc. tiroir Pos./G.O. |                          |                                     |
|                                | Voix humaine 8'                |                       |                          |                                     |
|                                | Musette 8'                     |                       |                          |                                     |

## Composition de 1995 (très proche de celle de 1853)
| I Positif dorsal    | II Grand-orgue       | III Récit expressif | Pédale              |
| ------------------- | -------------------- | ------------------- | ------------------- |
| 54 notes, ut1 à fa5 | 54 notes, ut1 à fa5  | 54 notes, ut1 à fa5 | 25 notes, ut1 à ut3 |
| Montre 8'           | Montre 16'           | Flûte harmonique 8' | Soubasse 16'        |
| Prestant 4'         | Montre 8'            | Viole d'amour 8'    | Flûte 8'            |
| Flûte octaviante 4' | Prestant 4'          | Voix céleste 8'     | Bombarde 16'        |
| Octavin 2'          | Doublette 2'         | Flûte octaviante 4' | Trompette 8'        |
| Plein Jeu III       | Fourniture V         | Octavin 2'          |                     |
| Bourdon 8'          | Cymbale III          | Trompette 8'        |                     |
| Salicional 4'       | Bourdon 16'          | Cor anglais 8'      |                     |
| Nazard 2'2/3        | Bourdon 8'           | Voix humaine 8'     |                     |
| Trompette 8'        | Flûte harmonique 8'  | Tremolo             |                     |
| Cromorne 8'         | Viole de gambe 8'    |                     |                     |
|                     | Dulciane 4'          |                     |                     |
|                     | Nazard 2'2/3'        |                     |                     |
|                     | Grand cornet V (ut3) |                     |                     |
|                     | Bombarde 16'         |                     |                     |
|                     | Trompette 8'         |                     |                     |
|                     | Clairon 4'           |                     |                     |

## Enregistrements Discographiques
- Clément LORET par Jean-Luc SALIQUE, disques CORIOLAN
- Orgue d’aujourd’hui - Compositeurs d’hier par Olivier TERNON, MPL

## Sources
- Norbert Dufourcq, Le Livre de l'Orgue Français, tome III, la Facture, 2e partie, Picard,  (ISBN 2-7084-0031-2)
- Orgues en Languedoc-Roussillon, tome 3, l'Hérault, ARAM-LR chez EDISUD,  (ISBN 2-85744-314-5)
- Pézenas, le grand orgue de la collégiale Saint-Jean, brochure éditée par Les Amis de Pézenas
- Site de Daniel Birouste http://birouste.free.fr/
- Site sur la musique sacrée à Pézenas : http://sites.google.com/site/musegpez/home